# تاکاشی میتسوکوری
تاکاشی میتسوکوری (به انگلیسی: Takashi Mitsukuri) ژیمناست زادهٔ ۱۹ فوریهٔ ۱۹۳۹ میلادی اهل کشور ژاپن است.